# Dasatinib

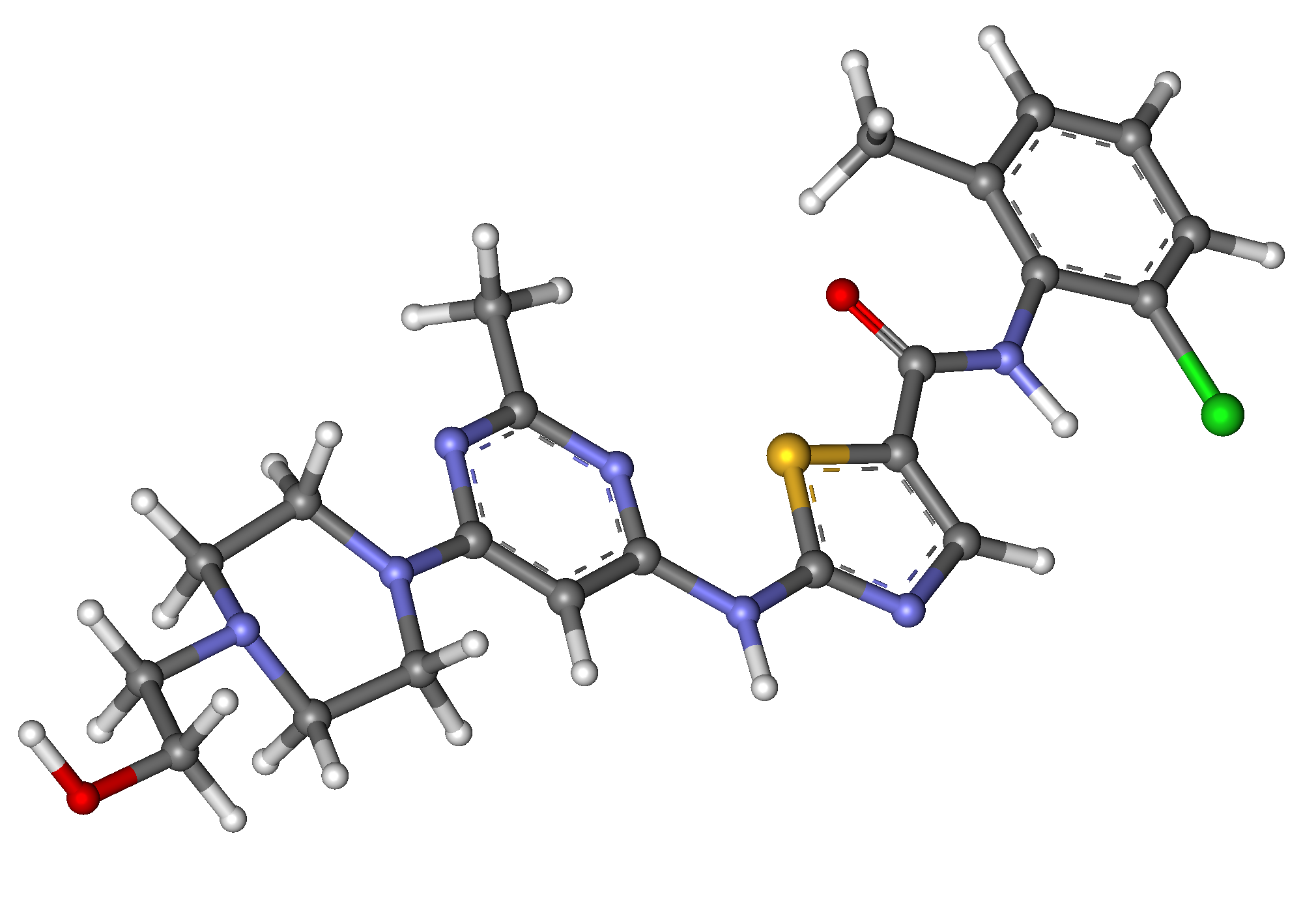
Dasatinib

El dasatinib, conegut entre d'altres pel nom comercial Sprycel, és un fàrmac de teràpia dirigida que es fa servir en determinats casos de leucèmia mieloide crònica (LMC) i leucèmia limfoide aguda (LLA). S'administra per via oral. Els efectes secundaris més freqüents són aquests:
- Infeccions (provocades per fongs, bacteris o virus).
- Cor i pulmons: dificultat per respirar, tos.
- Problemes digestius: diarrea, sensació de malestar (nàusees, vòmits).
- Pell, ulls, cabell, generals: erupció cutània, febre, mans i peus inflats, mal de cap, cansament, hemorràgies.
- Dolor: muscular, abdominal.
- Anàlisi de laboratori: Baix de plaquetes, neutropènia, anèmia, líquid al voltant dels pulmons.

L'ús del dasatinib com a fàrmac va ser aprovat a la Unió Europea i als Estats Units el 2006. És a la Llista model de Medicaments essencials de l'Organització Mundial de la Salut.

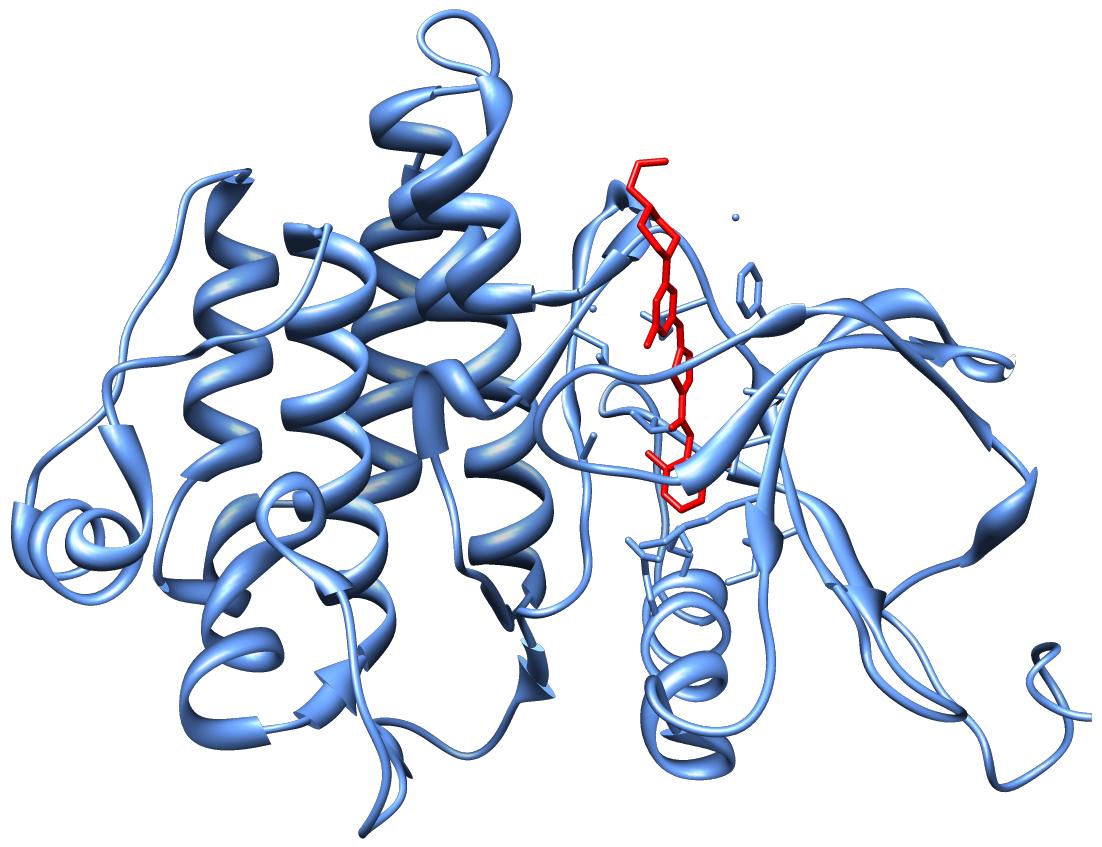
625 × 480px